# Courtney Stodden
Courtney Stodden est une personnalité américaine née le 29 août 1994 à Tacoma aux États-Unis.

## Biographie
Courtney Alexis Stodden naît le 29 août 1994 à Tacoma, aux États-Unis. Son père s'appelle Alex John Stodden et sa mère Krista Kay Keller Stodden. Elle a deux frères. 
Elle débute comme modèle en 2010.
En 2013, elle participe à Celebrity Big Brother 12.

## Vie privée
En 2011, âgée de 16 ans, elle se marie avec l'acteur Doug Hutchison de 34 ans son aîné, à Las Vegas. En novembre 2013, ils annoncent leur intention de divorcer. En août 2014, Hutchison et Stodden se remettent ensemble et renouvellent leurs vœux au cours de l'année. En mai 2016, il est annoncé que le couple attend leur premier enfant. Le 17 juillet 2016, il est révélé que Courtney Stodden a fait une fausse couche. Depuis sa fausse couche, elle révèle être en dépression et noyer son chagrin dans l'alcool. En septembre 2016, elle est photographiée en train d'embrasser la DJ française Doris Carabetta. En janvier 2017, Courtney et Doug annoncent leur séparation après six ans de vie commune. En février 2017, elle révèle être bisexuelle.  
Depuis janvier 2018, elle est en couple avec l'entrepreneur et producteur américain Chris Sheng. En mars 2018, elle assigne officiellement Doug Hutchison en divorce après sept ans de mariage. En mars 2018, elle révèle avoir été abusée sexuellement à deux reprises lors de sa dix-neuvième année en 2014.
En avril 2021, Stodden fait son coming-out non-binaire et déclare utiliser désormais le pronom « they » au singulier (« iel » en français).

## Filmographie
- 2016 : Love Addict : Mrs. Davenport
- 2018 : Are You Scared Yet? : Sloan

## Discographie

### Singles
- "Car Candy" (2010)[10],[11]
- "Don't Put It On Me Girl" (2010)[10]
- "Reality" (2012)[10]
- "Asphalt" (2016)